# 大岡忠移
大岡 忠移（おおおか ただより）は、三河国西大平藩第5代藩主。大岡忠恒の次男。大岡忠世家7代当主。
天明6年（1786年）、父・忠恒の養子として家督を継いでいた義兄（姉婿）の第4代藩主忠與の死去により、わずか2歳で家督を相続する。就任して間もなく、藩は財政難であったために寛政11年（1799年）に倹約令を布き、借金返済の停止や資金調達を行なった。享和元年（1801年）に日光祭礼奉行、翌年に大坂加番、文化2年（1805年）と文政7年（1824年）、2度日光祭礼奉行を務めた。文政11年（1828年）に病を理由に隠居し、家督を長男の忠愛に譲る。天保8年（1837年）に死去した。享年54。

## 系譜
父母
- 大岡忠恒（実父）
- 大岡忠與（養父）

正室、継室
- 水野勝起の娘（正室）
- 増山正賢の娘（継室）[3]

子女
- 大岡忠愛（長男）生母は継室
- 大岡千之丞（次男）
- 大岡愛行（三男）
- 大岡岩次郎（四男）
- 大岡忠敬（五男）
- 大岡英之助（六男）
- 大岡相之進（七男）
- 大岡鶴三郎（八男）
- 野崎兼当室